# Балбабян, Рафик Оганесович
Рафик Оганесович Балбабян (род. 14 мая 1949) — советский футболист, казахстанский тренер. Руководитель футбольного центра костанайского «Тобола».

## Карьера футболиста
Профессиональную карьеру футболиста начал в агдамской команде «Карабах» в качестве полузащитника. Выступал за команды «Полад» Сумгаит и «Амударья» Нукус.
В 1974 году по просьбе костанайского тренера Геннадия Николаевича Макаренко Балбабян и ещё двое молодых футболистов приехали в Костанай для усиления студенческой команды «Буревестник». Благодаря их вкладу команда второго дивизиона смогла заявиться в первенстве мастеров.
В 1978 году Рафик закончил кустанайский педагогический институт. После чего вернулся в Баку.
Был играющим тренером команды Лисаковский ГОК. Коллектив под его руководством стал чемпионом КазССР среди крупных промышленных предприятий.
В 1981 году в связи с выходом кустанайского «Буревестника» в высшую лигу снова был заигран за эту команду.

## Карьера тренера
В 1983 году Рафик Балбабян завершил карьеру футболиста и стал работать тренером ДЮСШ при кустанайском клубе. В 1995—1996 годах был главным тренером дублирующего состава ФК «Тобол».
В период с 1999 по 2000 год Балбабян работал тренером ФК «Тобол». С 2001 по 2002 годы — главный тренер команды. С 2003 по 2006 годы — директор ДЮСШ ФК «Тобол»
В период 2007—2009 годы — начальник команды.
С 2010 года — руководитель футбольного центра при ФК «Тобол»
Воспитанниками костанайской футбольной школы являются: Попырко, Гафуров, Данилов, и играющие ныне в московском «Спартаке» — Александр Зуев, в алматинском «Кайрате» — Ермек Куантаев, в костанайском «Тоболе» — Султан Бусурманов.

## Награды
В декабре 2015 года удостоен медали Герой труда